# 度量
度量又称测量、计量，是指對於一個物體或是事件的某個性質給予一個數值及单位，使其量化而可以和其他物體或是事件的相同性質比較。度量可以是對某一“物理量”（如時間、長度、容量、重量等）的估計或測定，此時必須以某一標準或度量衡表示；度量也可以是其他較抽象的特質，例如給定一個“數學量”。
度量的過程為估計“某一數量的多寡”和“相同類型一個單位量的多寡”之間的比例，而量值即為此過程的數字結果，但必須加上计量单位體現為「數字加上單位」，其中實數數字為估計的比例；如：9公尺，其便包含物體長度和長度單位，即其與一公尺之間的比例，而9公尺的物理意義為距離，必須以多少公尺或多少英尺來表示。
一个完整的度量过程应包括四个要素：测量对象、测量单位、测量方法、测量精度。
不像計數或整數個數的物體可精確知道其量值，每一次度量過程都是存在些許不確定性的估計。度量包括了：測量尺度（包括量值）、计量单位及测量不确定度三項。
度量是大部份自然科學、技術、經濟學及其他社會科學中定量研究的基礎，透過度量可以比較不同的量測，並且減少誤會。有關度量的科學稱為计量学。

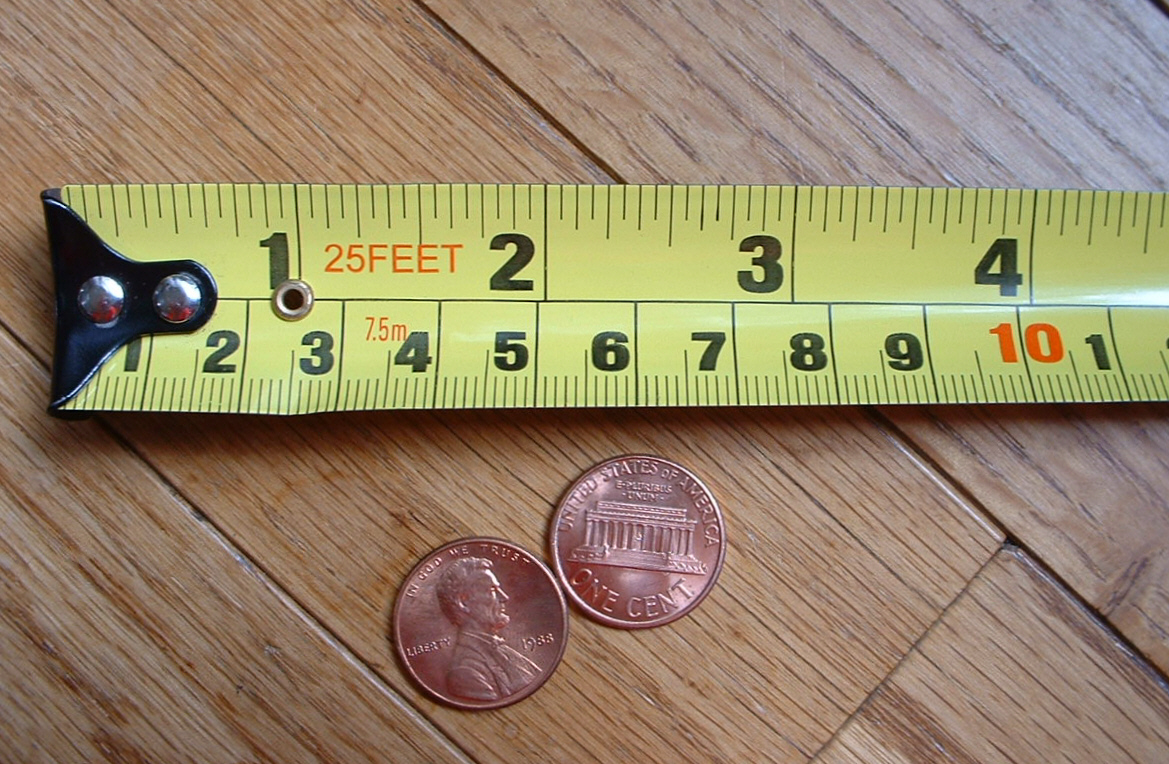
一個標準的卷尺，上面有公制及英制的刻度，和二個1美分硬幣作為比較

## 廣義上的測量
在广义上，测量是应用及其广泛一种技术，并不局限于某一领域，也不能明确是从哪个行业发展而来的，因为人类自古就会测量。测量是人类探知自然界的主要手段之一，包括现代科技社会。
科学家钱学森曾指出:“信息技术包括测量技术、计算机技术和通讯技术。测量技术是关键和基础。”在当前世界各学科领域中，研究测量的学科是“计量学”。对测量的定义非常多，许多学科都从自己的角度给与定义，按照计量学的定义，测量是指：以确定量值为目的的一组操作。
目前这一定义在世界范围内是一致的。建筑测量、产业测量都只是测量的极小分支，或者说是测量在具体行业里的应用。
測量（measurement）是一種行為，它是針對自然界的現象做量的認識，稱為量化，這種過程我們稱其為量測。應用量測的結果將可以讓我們對自然界的現象能有更正確的認知。故量測的目標就是要獲得標準值。

## 方法論
一個性質的量測可以依以下幾項來分類：度量類別、數量、计量单位及不确定性。
- 度量的類別是度量時對不同種類的數據，依據其尺度水平所劃分的類別。例如二個性質可以用其比例、差值或是其名目值來比較。度量類別一般不會直接寫出，但在說明度量程序中多半可以看出。
- 數量是指該性質對應的數值，一般會用適當的测量仪器來取得。
- 單位是人為設定的一個量，在實務上，類似一個數學上的比例系數，二個性質，不同單位的量測，可以根據單位的關係，轉換為相同的單位再進行比較。
- 不确定性表示量測程序中的测量误差（包括隨機誤差及系統誤差）。誤差可以用重覆進行相同量測來求得，也要考慮测量仪器的準確性與精密性。

## 標準
如果不考慮少部份的量子常數，度量單位基本上可以任意選定。因此度量單位是約定俗成的，是由人們設定後，然後一社群有共識後開始使用。自然界在本質上沒有規定一公尺的長度，也沒有規定以英里為距離單位會比公里來的恰當。
不過在人類的歷史上，為了方便及必要性，會演變出一些度量單位的標準，使一個群體有共同的度量基準。法律中一開始規範度量單位的目的也是為了防止商業詐騙。
今日的度量單位多半是以科學的基礎上訂定，並且受到政府或國際機構的監督。在1875年17個國家訂定了《米制公約》，並且依公約設立了國際度量衡大會（CGPM）。最早公尺的定義是自地球北極到赤道之通過巴黎的子午線，期間距離的千萬分之一，中間經過數次的更改，而在1983年時，國際度量衡大會重新定公義公尺是光在自由空間中1⁄299,792,458秒所行進的距離，而在1960年時美國、英國、澳洲及南非也定義了國際碼（international yard）為0.9144公尺。
在美國的度量單位管理是由美国商务部以下的國家標準技術研究所（NIST）負責。在英國則是由英国国家物理实验室（NPL），澳洲主管單位是國家計量研究院，在南非是由科學和工業研究理事會負責，在印度是由印度國家物理實驗室管理，在台灣是由經濟部標準檢驗局以下的國家度量衡標準實驗室管理。

## 單位及系統

### 英制系統
英制單位是一種源自英國的單位制，是從羅馬帝國的度量衡衍生而來，曾在英國、大英帝國及美國等國家使用。原使用英制的國家中，大部份已轉換為國際單位制，英國、加拿大及愛爾蘭等國已立法將單位改為國際單位制，但日常使用仍常用到英制。而从英制單位演变而来的美制单位（又称美式英制單位）仍是美國及一些加勒比地区國家使用的單位系統。
上述不同的系統，之前曾依其長度、質量及時間的單位而統稱為「磅－英尺－秒」系統，不過其中有許多單位是不一樣的。例如英制的英噸、英擔、加侖就和美式英制的單位有些差異。英國官方已將一些單位改為國際單位制，不過日常使用仍常使用英制，例如道路的標示仍使用英里、碼及英里每小時等單位，以品脫為計算啤酒及牛奶的單位，以英尺及英寸為身高的單位，以英石及磅為體重的單位。許多大英國協的國家已改用國際單位制，但在許多商業交易中，土地及室內的面積仍以英畝或平方英尺來計算，而汽油也仍以加侖來計算。

### 公制系統

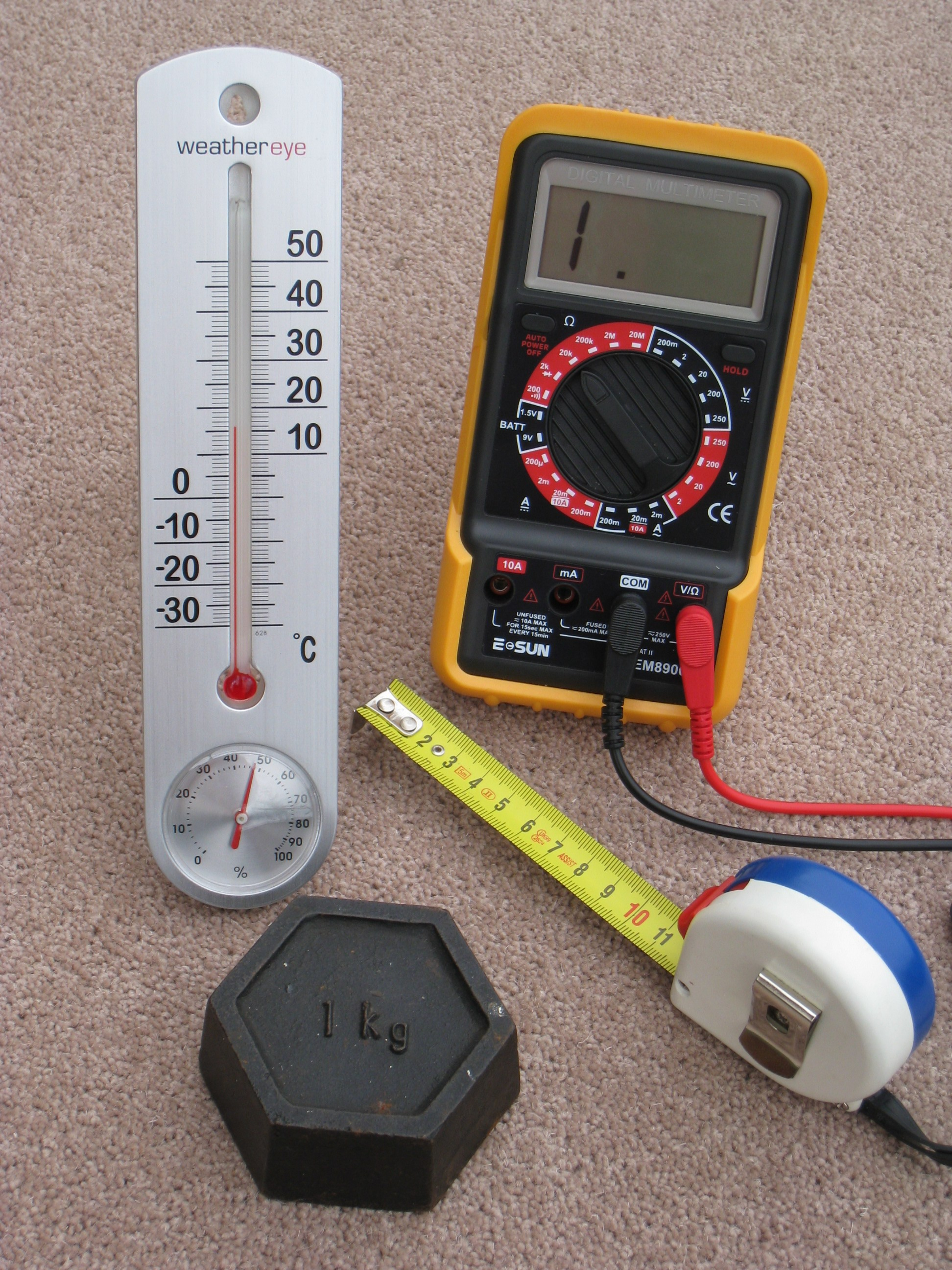
四個使用公制系統的量測設備

公制系統是一個十進制的單位系統，以公尺及公斤為長度及質量的單位。不過因著其基本單位的不同，也衍生出許多不同的單位系統。自1960年起，国际单位制成為國際認可的公制系統。像電學中的電壓、電流等都是用公制來表示。
公制系統會針對一些物理量訂定基本單位，可由基本單位衍生出其他物理量的單位。除了時間以外的單位，其倍數及小數均以單位的十的乘幂來表示。若同一物理量的不同單位互相轉換，只要乘以（或除以）10或100、1000......等係數，換句話說，只要移動小數點位置即可，因此單位相當的簡單。例如1.234公尺等於1234公釐，也等於0.001234公里。類似2/5公尺之類的分數使用相當少見。公制系統雖有不同的單位系統，但任一系統中，長度或距離都是用公尺、公釐（千分之一公尺）或公里（一千公尺）表示，因此不會有類似英制，同一物體量的不同單位轉換時，其轉換系數較複雜不一致的問題。

### 国际单位制
国际单位制（簡稱SI制）是從公制系統衍生的單位制，也是世界上最廣為日常生活及科技應用接受的單位系統。国际单位制在1960年設置，參考了米-千克-秒（MKS）系統，而不是有許多變化形的厘米-克-秒制（CGS）系統。国际单位制在發展中也導入了許多新的，以往未列在公制系統中的物理量單位。七個原始的国际单位制如下：
| 基本量   | 基本單位 | 符號 | 目前的SI制定義            | 新提議的SI制定義  |
| -------- | -------- | ---- | ------------------------- | ----------------- |
| 時間     | 秒       | s    | 銫-133的超精細分裂        | 和目前SI制相同    |
| 長度     | 公尺     | m    | 真空中的光速c             | 和目前SI制相同    |
| 質量     | 千克     | kg   | 國際千克原器（IPK）的質量 | 普朗克常數h       |
| 電流     | 安培     | A    | 真空磁导率，真空电容率    | 電子的電荷e       |
| 溫度     | 开尔文   | K    | 水的三相点，绝对零度      | 波茲曼常數k       |
| 物質的量 | 莫耳     | mol  | 碳12的莫耳質量            | 阿伏伽德罗常数 NA |
| 发光强度 | 坎德拉   | cd   | 540 THz光源的發光效率     | 和目前SI制相同    |

国际单位制的單位可分為基本單位及衍生單位。基本單位是量測時間、長度、質量、溫度、物質數量、電流及發光強度的單位，衍生單位則是由基本單位組合而成的單位。例如功率的單位瓦特可以用基本單位定義為m2·kg·s−3。也可依此定義其他物理量的單位，例如物質密度的單位kg/m3。

### 長度

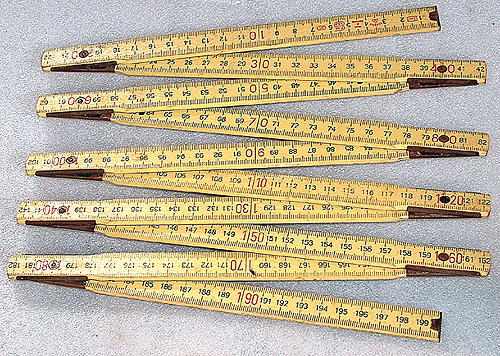
二公尺的木匠尺

尺是用來量測長度或是繪製直線的工具，在幾何、工程制图、工程等領域會都用到。不過也有只能量測長度、無法繪製直線的捲尺。圖中的是二公尺的摺疊尺，摺疊後的長度只有20公分，可以放進口袋內，而長度五公尺的捲尺可以用在小房間的量測。

### 建築交易
澳洲的建築界在1966年導入了公制，用來量測長度的單位為公尺（m）及毫米（mm）。為了避免混淆，避免使用厘米（cm）的單位。例如二公尺又五十公分的長度會記錄成2500毫米或是2.5公尺，而不會用不標準的250公分。

### 測量師的系統
美國的測量師使用埃德蒙·岡特在1620年導入，以十進制為基礎的量測系統。其基礎單位是66英尺的岡特測鏈（1鏈），可以分為4桿，每桿16.5英尺，也可以分為100令，每令0.66英尺，令的縮寫是lk。

### 時間
時間是用來描述物體變化程度的抽象單位，时间的單位有小時、天、週、月、年等，更長的時間單位有世紀、千年等。時間單位也用來量測二個事件之間所經過的時間。

### 質量
質量是所有物質都有的特性，和其抵抗動量變化的程度有關。另一方面，重量是指一物體在重力場中所受到的向下引力。英制的質量單位有盎司、磅及英噸，公制的質量單位則是公斤及公克。
量測質量的設備稱為天平，將物質和已知質量的砝碼比較，以確認其重量。彈簧秤量測物體受的重力，量測的其實是抵抗重量的力，不是質量。不過天平和彈簧秤都要在重力場下才有效。這類設備中最準確的是是由荷重計配合數位數字輸出，不過仍需要在重力場下才有效。

### 經濟學
經濟學中的度量包括實際的度量、名義價格度量及实际价格等。其差異包括所量測的事物，以及刻意排除影響的事物，例如实际价格就是排除通貨膨脹後的價格。

## 度量的困難點
精確的度量是許多領域的基礎，因為所有的度量都需要近似，需要花許多的心力使度量準確。
例如，考慮如何量測物體從一公尺高度落下的時間：根據物理學可以證明，在地球的重力下，若不考慮空氣阻力，落下的時間約只需要0.45秒。不過這個數字本身就有一些测量不确定度：
- 此處用的重力加速度為9.8每二次方秒（32英尺每二次方秒），不過此數值只有二位數的精確度。
- 地球的重力加速度會隨海拔及其他因素有些微的變化。
- 0.45秒的計算過程會用到平方根，計算過程也會犧牲一些精確度。

此外，也有可能有其他测量误差：
- 粗心。
- 如何確定物體開始落下及碰到地面的精確時間。
- 高度及時間的度量本身都會有誤差。
- 空氣阻力被忽略不計。

科學實驗需要非常的小心，設法避免各種錯誤，並且合理的估計其誤差。

## 定義及理論

### 古典的定義
依古典的定義，度量是確定或估算二個數量之間的比例，這也是物理科學的標準。數量和度量二者互相定義，量化屬性是指那些至少理論上可能被量測的量。古典理論有關量的概念可以回推到約翰·沃利斯及艾薩克·牛頓，也早在歐幾里得的《幾何原本》中就有相關的敘述。

### 信息论的定義
信息论認為所有資料在本質上都是不精確的，只有統計上的意義。因此度量是定義為「對於數值的一組觀察，可減少結果的不確定性。」定義中也隱含了科學家實際在量測時的作法：在量測時對一個物理量進行多次的量測，得到其平均值及統計特性等資訊。實務上，一開始可能會根據猜測的方式得到一個數值，後續再利用許多的儀器及方法，設定減少數值中的不確定性。這種理論和實證主義的表徵理論不同，實證主義認為所有的量測都是不確定的，因此量測的結果不是一個數值，而是一個數值的範圍，這也代表了有關估計和度量有時沒有清楚的界限。確認量測誤差的程度也是方法論中的一個基本面向，誤差的來源可分為系統性及非系統性。

### 量子力學的定義
在量子力學中，量測是指一個可確定物體的位置、動量及極性（只針對光子）等的行為。在量測前，物體的波函數可表示其量測結果為不同值的機率，但量測後波函數塌縮，因此結果只有一個值。量測問題在量子力學中的意義是量子力學的基本未解問題之一。

## 备注

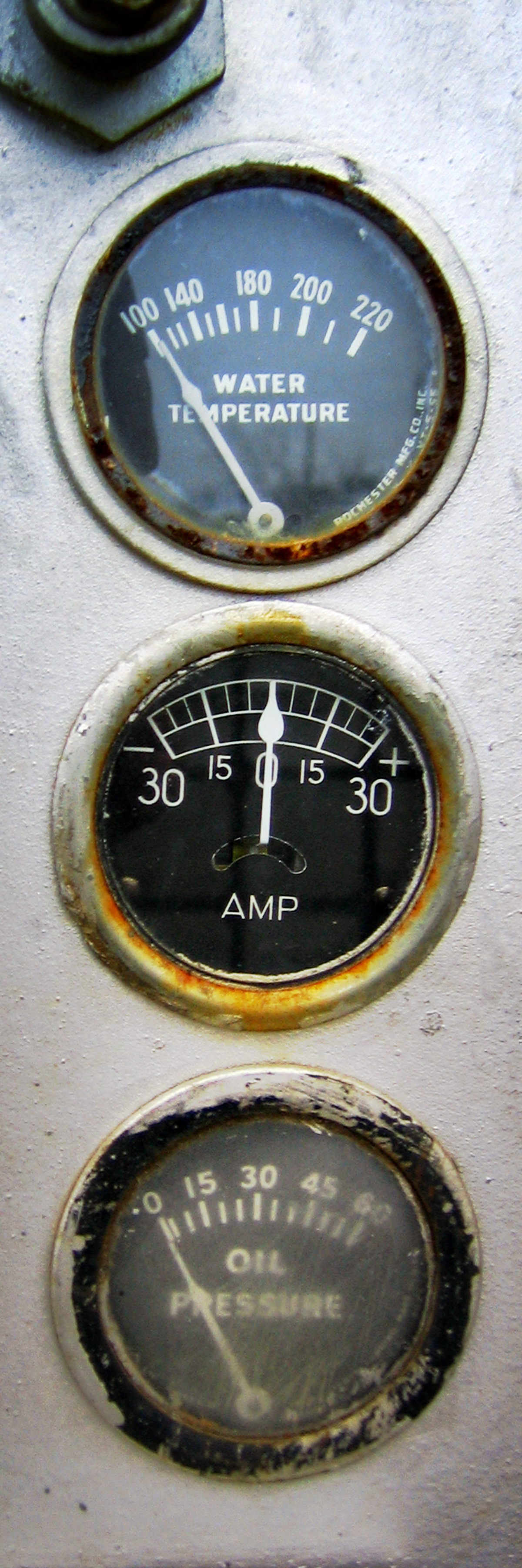
各種量表

1. ↑  度量，此處作動詞，讀音從動詞讀法。漢語沒有動名詞，動詞與名詞不分立，是謂“名动包含”理论。
2. ↑  計量，此處也作動詞。计量的量读 liáng，是“計算度量”；但，计量的量若读 liàng，是“計算數量”，见：量 、量。